# Kōnan-ku (Niigata)
Pour les articles homonymes, voir Kōnan-ku.
Kōnan (江南区, Kōnan-ku) est l'un des huit arrondissements de la ville de Niigata au Japon. Il est situé au centre de la ville.

## Histoire
L'arrondissement a été créé en 2007 lorsque Niigata est devenue une ville désignée par ordonnance gouvernementale.

## Démographie
En 2016, sa population est de 68 867 habitants pour une superficie de 75,42 km2, ce qui fait une densité de population de 913 hab./km2.

## Transport publics
L'arrondissement est desservi par la ligne principale Shin'etsu de la JR East.